# Караччиоли, Луи Антуан
Луи-Антуан Караччиоли (Louis Antoine Caraccioli; 6 ноября 1719 — 29 мая 1803) — французский литератор, член конгрегации ораторианцев.

## Биография
Луи-Антуан Караччиоли написал большое количество моральных трактатов: «Caractères de l’amitié» (русский перевод «Свойства дружества», Евгения Сырейщикова, М., 1775); «La Jouissance de soi-même» и др., биографии Кондрана (Condren, 2-го генерала ораторианцев), Лаврентия Риччи, госпожи Ментенон и др.
Издал апокрифическую переписку Климента XIV: «Lettres intéressantes du pape Clément XIV» (1775), в которой к немногим подлинным искусно были присоединены сочиненные им самим подложные письма. Позже эта переписка послужила поводом Анри Латушу издать также апокрифический сборник писем папы Климента и арлекина Карло Антонио Бертинацци, его товарища детства.

## Публикации на русском языке
- Истинный мантор, или Воспитание дворянства — М., 1769.
- Открытое зеркало для всех, или Редкое чудо нынешняго века, о свойствах дружества — М., 1775.
- Свойства дружества — М., 1775.
- Путешествие разума в европейские области — М., 1783. Часть 1. Часть 2.
- Глас разума — М., 1786.
- Глас веры — М., 1786.
- Христианин нынешняго века, постыжденный христианами первых веков — М., 1787.
- Загадочный мир — М., 1788.
- Обращение с самим собою — М., 1788.
- Модная книга — М., 1789. Часть 1. Часть 2.
- О веселости нравственной и физической, имеющей влияние на все состояния человеческой жизни — М., 1797.
- Вопль истины против соблазна мира — СПб., 1801.
- Величие души — СПб., 1804.
- Разговор с самим собою — М., 1817-1818. Часть 1. Часть 2.